# Carlos Rodríguez (trener)
Juan Carlos Rodríguez (ur. 1 stycznia 1964 w Buenos Aires) – argentyński trener tenisa (w latach 1995–2011 oficjalny trener Justine Henin, a od 2012 do 2014 roku – Li Na), tenisista.
Rodríguez znany był głównie jako trener Henin, z którą współpracował przez całą jej profesjonalną karierę. Tenisistka zdobyła pod jego kierunkiem siedem tytułów wielkoszlemowych, mistrzostwo olimpijskie i dwukrotnie triumfowała w Mistrzostwach WTA. Ponadto osiągnęła pozycję liderki światowej klasyfikacji WTA. Po zakończeniu przez nią kariery w maju 2008 otworzyli wspólnie akademie tenisowe na terenie Belgii i Stanów Zjednoczonych. 16 sierpnia 2012 rozpoczął współpracę z chińską tenisistką Li Na, która w 2011 roku wygrała wielkoszlemowy French Open. Współpraca zakończyła się po Wimbledonie w sezonie 2014. W grudniu 2014 poinformowano, że Rodríguez został nowym konsultantem Danieli Hantuchovej.
Rozpoczął pracę jako dyrektor techniczny w akademii tenisowej Justine Henin.
Rodríguez mieszka w Belgii, w Limal. Ma żonę i dwóch synów.